# Красная книга Камчатского края
Красная книга Камчатского края (ранее — Красная книга Камчатки) — аннотированный список редких и находящихся под угрозой исчезновения животных, растений, грибов и термофильных микроорганизмов Камчатского края.
Красная книга Камчатки является официальным изданием, предназначенным как для специалистов, так и для широкого круга читателей. Для каждого вида приведены иллюстрации, карта распространения, определены статус и категория редкости, даны краткое описание, сведения о численности и необходимых мерах охраны.

## Издания

### Первое издание
Первое издание Красной книги Камчатки выпущено в 2006—2007 годах в 2 томах, каждый тиражом 1000 экземпляров. Оно было подготовлено учёными Камчатского филиала Тихоокеанского института географии ДВО РАН и издано при содействии администраций Камчатской области и Корякского автономного округа. В работе над книгой принимали участие более 70 ученых и научных работников различных научных организаций и учреждений Камчатского края. Из регионального бюджета на подготовку материалов для книги было выделено около 450 тысяч рублей, более 2 миллионов рублей ушло на её издание.
В первом томе представлен список редких и находящихся под угрозой исчезновения животных Камчатки, который включает 126 видов (13 — беспозвоночные (1 — моллюски, 12 — насекомые), 30 — рыбы, 60 — птицы, 23 — наземные и морские млекопитающие).
Во втором томе представлен список редких и находящихся под угрозой исчезновения растений, грибов и термофильных микроорганизмов Камчатки, который включает 243 видов растений (125 — покрытосеменные, 1 — голосеменные, 13 — папортниковидные, 2 — плауновидные, 11 — водоросли, 57 — мохообразные, 35 — лишайники), 7 видов грибов и 3 вида термофильных микроорганизмов.
Во втором томе также имеются приложения I (Список видов растений, нуждающихся в особом внимании к их состоянию в природной среде на территории Камчатки, с указанием их статуса) и II (официальные документы).

### Второе издание
Второе издание в двух томах вышло в 2018 году, в него вошли сведения о 130 охраняемых объектах животного мира (исключены 8) и 300 — растительного (исключены 40).
В первом томе «Животные» описаны 130 таксонов животных, из которых 2 вымерли (Стеллерова корова и Стеллеров баклан), 2 относятся к пресноводным губкам, 6 — к моллюскам, 1 — к паукам, 19 — к насекомым, 18 — к рыбам, 60 — к птицам, 23 — к млекопитающим.
Во втором томе «Растения» описаны 300 таксонов, в том числе 133 видов сосудистых растений (из них: 119 — покрытосеменные, 1 — голосеменные, 12 — папоротниковидные, 2 — плауновидные), 80 — мохообразных (из них: 39 — печёночники, 1 — антоцеротовые, 40 — листостебельные мхи), 3 — макроскопических пресноводных водорослей и цианобактерий, 16 — морских водорослей-макрофитов, 45 — лишайников, 5 — грибов, 10 — термофильных бактерий и архей, 8 — синезелёных водорослей.